# Cuadrangular de Arica 1968

El Cuadrangular de Arica 1968 es un torneo amistoso de fútbol de carácter internacional. Todos los partidos se jugaron en el Estadio Carlos Carlos Dittborn de Arica, durante el mes de septiembre alternando con las Fiestas Patrias de Chile. 
El equipo campeón fue Colo-Colo.

## Datos de los equipos participantes
| Equipo                   | Calidad                                                       |
| ------------------------ | ------------------------------------------------------------- |
| Selección de Arica       | Anfitrión                                                     |
| Universidad Católica     | Invitado y segundo lugar de la Primera División de Chile 1967 |
| Colo-Colo                | Invitado y tercer lugar de la Primera División de Chile 1967  |
| Independiente Miraflores | Invitado                                                      |

### Aspectos generales

#### Modalidad
El torneo se jugó dos fechas, bajo el sistema de eliminación directa, enfrentando en la fecha final dos parejas de equipos, los dos equipos perdedores que definen el tercer y cuarto lugar y los dos equipos ganadores delimitan el título de campeón.

## Partidos

### Semifinales
| septiembre de 1968 | Selección de Arica                           | 3:1 | Independiente Miraflores | Estadio Carlos Carlos Dittborn de Arica, Arica      |                                                     |
|                    | Luis Lara 22' · Jaime Campos 36' · Egaña 76' |     | Cuadros 70'              | Asistencia: 7.495 espectadores Árbitro(s): Carvajal | Asistencia: 7.495 espectadores Árbitro(s): Carvajal |

| septiembre de 1968 | Colo-Colo              | 2:0 | Universidad Católica | Estadio Carlos Carlos Dittborn de Arica, Arica        |                                                       |
|                    | Mario Rodríguez 2', 4' |     |                      | Asistencia: 7.495 espectadores Árbitro(s): Mario Díaz | Asistencia: 7.495 espectadores Árbitro(s): Mario Díaz |

### Tercer puesto
| septiembre de 1968 | Universidad Católica                      | 3:0 | Independiente Miraflores | Estadio Carlos Carlos Dittborn de Arica, Arica |                                |
|                    | Sergio Messen 20', 52' · Lorenzo Díaz 31' |     |                          | Asistencia: 5.247 espectadores                 | Asistencia: 5.247 espectadores |

### Final
| septiembre de 1968 | Selección de Arica | 1:2 | Colo-Colo                    | Estadio Carlos Carlos Dittborn de Arica, Arica        |                                                       |
|                    | Francisco Lara 10' |     | Francisco Valdés 12' (pen.), | Asistencia: 5.247 espectadores Árbitro(s): Mario Díaz | Asistencia: 5.247 espectadores Árbitro(s): Mario Díaz |

## Campeón
| Chile     |
| Colo-Colo |